# Pyromania (álbum)
Pyromania es el tercer álbum de estudio de la banda de hard rock británica Def Leppard, publicado en 1983. El álbum fue un éxito total en todo el mundo vendiendo más de 25 millones de copias, incluidas 12 millones solo en los Estados Unidos. El guitarrista Phil Collen entró a la banda en lugar de Pete Willis, ya que fue despedido por su alcoholismo; no obstante, las guitarras rítmicas que grabó antes de su despido fueron incluidas. El productor fue Robert John "Mutt" Lange, quien a su vez es cocompositor de todas las canciones (como también ocurriría en el siguiente álbum).
Tres canciones del álbum, "Photograph", "Rock of Ages" y "Foolin'", ingresaron al Top 40 de sencillos en los Estados Unidos. En el 2004 ocupó el puesto #384 en la lista de la revista Rolling Stone que destacaba a los 500 álbumes más grandes de todos los tiempos.

## Lista de canciones
1. "Rock! Rock! ('Til You Drop)" (Elliott, Clark, Savage, Lange) – 3:52
2. "Photograph" (Elliott, Willis, Clark, Savage, Lange) – 4:12
3. "Stagefright" (Elliott, Savage, Lange) – 3:46
4. "Too Late for Love" (Elliott, Willis, Clark, Savage, Lange) – 4:30
5. "Die Hard the Hunter" (Elliott, Clark, Savage, Lange) – 6:17
6. "Foolin'" (Elliott, Clark, Lange) – 4:32
7. "Rock of Ages" (Elliott, Clark, Lange) – 4:09
8. "Comin' Under Fire" (Elliott, Willis, Clark, Lange) – 4:20
9. "Action! Not Words" (Elliott, Clark, Lange) – 3:52
10. "Billy's Got a Gun" (Elliott, Willis, Clark, Savage, Lange) – 5:27

## Personal
- Joe Elliott - voz principal y coros
- Phil Collen - guitarras principales y coros
- Steve Clark - guitarras rítmicas y coros
- Pete Willis - guitarras rítmicas
- Rick Savage - bajo
- Rick Allen - batería y cencerro